# Vârfurile
Vârfurile è un comune della Romania di 2 996 abitanti, ubicato nel distretto di Arad, nella regione storica della Transilvania.
Il comune è formato dall'unione di 8 villaggi: Avram Iancu, Groși, Lazuri, Măgulicea, Mermești, Poiana, Vârfurile, Vidra.
Tra i luoghi di interesse del comune si segnalano tre chiese in legno:
- la chiesa dell'Ascensione (Înălţarea Domnului) nel villaggio di Groşi, del 1907
- la chiesa dei SS. Cosma e Damiano (Sfinţii Cosma şi Damian) nel villaggio di Vidra, del 1784
- la chiesa della Natività di Maria (Naşterea Maicii Domnului) nel villaggio di Poiana, del 1751

Nel villaggio di Avram Iancu si svolge ogni anno una manifestazione folcloristica denominata Nedeia de la Tăcăşele.